# شهدخوار طوقی
شهدخوار طوقی (نام علمی: Hedydipna collaris) نام یک گونه از تیره شهدخواران است.